# 希陶木属
希陶木属（学名：Tsaiodendron ）为大戟科的一个属。

## 下属物种
本属包括以下物种：
- 希陶木 Tsaiodendron dioicum Y.H.Tan, Z.Zhou & B.J.Gu，只生长在元江干热河谷海拔350米到550米山坡上的植物新种